# 三谷博
三谷 博（みたに ひろし、1950年1月1日 - ）は、日本の歴史学者。東京大学名誉教授、跡見学園女子大学教授。専門は日本近代史（明治維新史）。博士（文学、東京大学、1978年）。東京大学教授（1988年 - 2015年）。

## 略歴
広島県福山市生まれ。1972年東京大学文学部国史学科卒業。1978年同大学院人文科学研究科国史学専門課程博士課程単位取得退学、東京大学文学部助手。1979年学習院女子短期大学専任講師、1982年助教授。1988年東京大学教養学部助教授、1995年教授。1996年同総合文化研究科地域文化研究専攻教授（アジア・環太平洋地域文化大講座アジア太平洋文化交流論専攻）。2015年定年退職、名誉教授、跡見学園女子大学教授。

## 人物
保守派の歴史学者伊藤隆、政治学者佐藤誠三郎に師事する。このことから「岩波書店や東京大学出版会などの講座ものに執筆を依頼されることは、ついぞなかった」としている。
文革について「20世紀に中国人が中国人を殺した数も決して少なくはなかった」「現代の中国では日本人による加害だけが語られ、同国人の間に生じた悲劇は語られない。なぜだろうか。いま文革を経験した中国人が当時について公然と語り始めたら、中国社会の秩序は維持できないに違いない。当時、誰が何をしたか、全員が記憶している。当時の子供を含め、誰もが加害者であり、同時に被害者でもあった。したがって、中国社会の秩序を維持するには、その内部に住む人は全員が沈黙を守らざるを得ない」「日本人による外国人殺害について敢えて厳正な研究を行い、国籍を超えた人道という価値観を基準に批判を行ったところで、それは外国人が暴露を望まぬ事実の究明を正当化しない。日本人は先祖による加害責任をある程度は継承せざるを得ないゆえ、自ら慎しむことが必要となる」と主張している。

## 著書

### 単著
- 『明治維新とナショナリズム　幕末の外交と政治変動』山川出版社、1997年1月。ISBN 4-634-61180-5。 - 巻末：参考文献。
  - 『明治維新とナショナリズム　幕末の外交と政治変動』（並製版）山川出版社、2009年3月。ISBN 978-4-634-61181-8。 - 文献・索引あり。
- 日本歴史学会 編『ペリー来航』（新装版）吉川弘文館〈日本歴史叢書〉、2003年10月。ISBN 4-642-06661-6。 - 文献あり。
- 『明治維新を考える』有志舎、2006年8月。ISBN 4-903426-03-3。
  - 『明治維新を考える』岩波書店〈岩波現代文庫 学術 274〉、2012年11月。ISBN 978-4-00-600274-9。 - 三谷 (2006)を再編改訂。
- 『危機が生んだ挙国一致』NHK出版〈NHKさかのぼり日本史 5〉、2011年12月。ISBN 978-4-14-081489-5。 - 年表あり。
- 『愛国・革命・民主　日本史から世界を考える』筑摩書房〈筑摩選書 0072〉、2013年8月。ISBN 978-4-480-01577-8。
- 『維新史再考　公議・王政から集権・脱身分化へ』NHK出版〈NHKブックス 1248〉、2017年12月。ISBN 978-4-14-091248-5。
- 『日本史のなかの「普遍」　比較から考える「明治維新」』東京大学出版会、2020年1月。ISBN 4-13-020157-3。
- 『日本史からの問い　比較革命史への道』白水社、2020年3月。ISBN 4-560-09745-3。

### 共著
- 山口輝臣 共著『19世紀日本の歴史　明治維新を考える』放送大学教育振興会〈放送大学教材 2000〉、2000年3月。ISBN 4-595-87254-2。

### 教科書
- 鳥海靖、渡邉昭夫 共著『現代の日本史-A-文部科学省検定済教科書』（改訂版）山川出版社〈現代の日本史〉、2006年。ISBN 978-4-634-70250-9。
  - 鳥海靖、渡邉昭夫 共著『現代の日本史A 81 山川　日A303　文部科学省検定済教科書　高等学校　地理歴史科用』山川出版社、2013年。ISBN 978-4-634-70007-9。
- 三谷博 ほか9名『新中学校　歴史　日本の歴史と世界　文部科学省検定済教科書』清水書院、2012年。ISBN 978-4-389-60019-8。

### 編著
- 三谷博 編『東アジアの公論形成』東京大学出版会、2004年12月。ISBN 4-13-026207-6。
- 三谷博 編著『歴史教科書問題』 第6巻、広田照幸 監修、日本図書センター〈リーディングス日本の教育と社会〉、2007年6月。ISBN 978-4-284-30121-3。 - 文献あり。

### 共編著
- 有馬学 共編 編『近代日本の政治構造』吉川弘文館、1993年4月。ISBN 4-642-03652-0。
- 鳥海, 靖、西川, 誠、矢野, 信幸 共編 編『日本立憲政治の形成と変質』吉川弘文館、2005年2月。ISBN 4-642-03769-1。
- 劉傑、楊大慶 共編 編『国境を越える歴史認識　日中対話の試み』東京大学出版会、2006年5月。ISBN 4-13-023053-0。 - 年表あり。
- 金泰昌 共編 編『東アジア歴史対話　国境と世代を越えて』東京大学出版会、2007年4月。ISBN 978-4-13-020143-8。
- 並木頼寿、月脚達彦 共編 編『大人のための近現代史』 19世紀編、東京大学出版会、2009年10月。ISBN 978-4-13-023058-2。 - 年表・索引あり。
- 村井章介 共編 編『琉球からみた世界史』山川出版社、2011年6月。ISBN 978-4-634-52358-6。
- 張翔・朴薫 共編 編『響き合う東アジア史』東京大学出版会、2019年8月。ISBN 4-13-026266-1。

### 監修
- 『明治維新の研究　封建時代から統一国家への道』三谷博 監修、ポプラ社〈調べ学習日本の歴史 7〉、2000年4月。ISBN 4-591-06382-8。 - 索引あり。

### 翻訳
- Mitani Hiroshi (2006-3), edited by Nihon Rekishi Gakkai, ed., Escape from impasse: the decision to open Japan, LTCB International Library selection no. 20, translated by David Noble, International House of Japan, ISBN 4-924971-19-7 - 原タイトル：Perii raiko。三谷 (2003)の英語版。
  - Mitani Hiroshi (2008-8), Escape from impasse: the decision to open Japan, LTCB International Library selection no. 20, translated by David Noble (Rev and expanded ed. ed.), I-House Press, ISBN 978-4-903452-06-7 - 原タイトル：Perii raiko。